# Костел Петра і Павла (Здолбунів)
Римо-католицький костел св. ап. Петра і Павла, побудований у 1908 році, є важливою культурно-історичною пам'яткою міста Здолбунів.
Упродовж часу свого існування костел зазнав перебудови, через декілька років після появи, а вже величну дзвіницю створили за тридцятому році життя будівлі, з метою перевищити тогочасну дерев'яну православну церкву. Згідно з стандартами, актуальними на той час, католицькі споруди будували вищими,аніж православні.
Переломним в історії костелу, є радянський період - зокрема 1960 рік, коли його зачинили, а натомість відкрили меблевий магазин, фукціювання якого датується до розпаду Радянського Союзу. До того ж, відомо, що на той час на місце дзвіниці помістили червону зірку, а в знак настання кожної нової години лунали електронні куранти. Щоправда це тривало не так довго, оскільки це заважало місцевим жителям. Костел у тогочасному вигляді за рахунок вказаних змін іменувався як "Здолбунівський Кремль".
Разом з тим, у 1992 році, після здобуття Україною незалежности, парафіянам все ж таки повернули їхній костел, і будівля зрештою відновила свою діяльність. З того часу була неодноразово проведена реконструкція пам'ятки.
Існує також досить поширена легенда,наче під вежею костелу є вхід до підземних ходів. За розповіддю, один з них веде до церкви Успіння, другий же — до будівлі сучасної міської ради.
На сьогодні там проводять і заняття з вивчення польської мови.